# Coleophora szekessyi
Coleophora szekessyi é uma espécie de mariposa do gênero Coleophora pertencente à família Coleophoridae.